# Undtagelsen
Undtagelsen er en roman fra 2004 skrevet af Christian Jungersen.
Romanen følger personerne Iben, Malene, Camilla og Anne-Lise, der alle arbejder på Dansk Center for Information om Folkedrab – en fiktiv organisation i København. Iben, Malene og Camilla modtager i starten alle tre dødstrusler på deres email fra en ukendt afsender. Ydermere har Iben være udsat for en voldsom hændelse i Kenya. Centralt i bogen er kvindernes sociale sammenspil.
Jungersen modtog i 2005 De Gyldne Laurbær og P2 Romanprisen for romanen. Da romanen udkom i USA i 2007 kaldte New York Times' anmelder, Marcel Theroux den for et arketypisk sofistikeret thriller-komplot.
Romanen blev filmatiseret i 2020.